# NGC 2835
NGC 2835 là một thiên hà xoắn ốc trung gian nằm trong chòm sao Trường Xà. Nó nằm ở khoảng cách khoảng 35 triệu năm ánh sáng từ Trái đất, với kích thước rõ ràng của nó, có nghĩa là NGC 2835 có chiều dài khoảng 65.000 năm ánh sáng. Nó được phát hiện bởi Wilhelm Tempel vào ngày 13 tháng 4 năm 1884. NGC 2835 nằm cách mặt phẳng thiên hà chỉ 18,5 độ.
NGC 2835 được nhìn thấy gần như trực diện. Thiên hà có bốn hoặc năm nhánh xoắn ốc, có thể nhìn thấy trong vùng hồng ngoại gần do các ngôi sao II của chúng. Các nhánh xoắn ốc cũng có nhiều vùng HII và các hội sao, trong đó lớn hơn là 5 giây cung. Mặc dù thiên hà khá đối xứng, nhưng các nhánh phía bắc có các vùng HII xuất hiện sáng hơn các vùng phía nam. Ngoài ra, các cánh tay phía nam dường như ít phát triển hơn ở các bộ phận bên ngoài của chúng so với các cánh tay phía bắc. Tỷ lệ sự hình thành sao trong NGC 2835 là 0,4 M☉ mỗi năm và tổng khối lượng xuất sắc của thiên hà là thấp, tại 7.6x10 9 M   Ở trung tâm của NGC 2835 nằm một lỗ đen siêu lớn có khối lượng được ước tính là 3-10.000.000 (10 6,72 ± 0,3) M  dựa trên các góc xoắn ốc cánh tay sân.
NGC 2835 là thiên hà quan trọng nhất trong một nhóm nhỏ các thiên hà, nhóm NGC 2835. Các thiên hà khác được xác định là thành viên của cụm là ESO 497-035 và ESO 565-001. Xa hơn một chút, ở khoảng cách dự kiến là 2,2 độ, nằm ở NGC 2784 và nhóm thiên hà nhỏ của nó.